# Lithistida
Lithistida Schmidt, 1870 è un ordine di spugne della classe Demospongiae.

## Tassonomia
Comprende le seguenti famiglie:
- Azoricidae (sin.: Leiodermatiidae)
- Corallistidae
- Desmanthidae
- Isoraphiniidae
- Macandrewiidae
- Neopeltidae
- Phymaraphiniidae
- Phymatellidae
- Pleromidae
- Scleritodermidae
- Siphonidiidae
- Theonellidae
- Vetulinidae